# 鸡东县
鸡东县是中国黑龙江省鸡西市所辖的一个县。縣人民政府駐南華大街388號。

## 行政区划
鸡东县下辖8个镇、1个乡、2个民族乡：鸡东镇、平阳镇、向阳镇、哈达镇、永安镇、永和镇、东海镇、兴农镇、鸡林朝鲜族乡、明德朝鲜族乡、下亮子乡、鸡东县林业局和八五一〇农场。

## 人口民族
根據第七次人口普查數據，截至2020年11月1日零時，雞東縣常住人口211855人，與2010年第六次全國人口普查的273871人相比，減少62016人，下降22.6%，年平均增長率為-2.5%。
截至2022年末，雞東縣户籍總人口25.6396萬人，其中農業人口17.4976萬人，非農業人口8.1420萬人，男性12.9795萬人，女性12.6601萬人。

## 醫療機構
- 雞東縣人民醫院：建於1965年[4]